# António II Acciajuoli

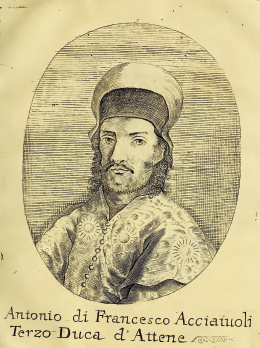
Antonio 11 Acciaioli

António II Acciajuoli foi Duque de Atenas. Esteve à frente dos destinos do ducado de 1439 até 1441. Seguiu-se-lhe Nério II Acciajouli (pela 2º vez) e depois a esposa de Nério II, Clara (Acciajuoli), até 1451. 